# Gotra actuaria
Gotra actuaria är en stekelart som först beskrevs av Tosquinet 1903.  Gotra actuaria ingår i släktet Gotra och familjen brokparasitsteklar. Utöver nominatformen finns också underarten G. a. tuberculata.